# Rawa Badak Utara
Rawa Badak Utara is een wijk in het onderdistrict Koja in het noorden van Jakarta, Indonesië. De wijk telt 35.654 inwoners (volkstelling 2010).